# محوطه نور علی ری
محوطه نور علی ری مربوط به عصر برنز است و در شهرستان کوهدشت، بخش مرکزی، دهستان کوهدشت شمالی، روستای سرخ دم واقع شده و این اثر در تاریخ ۲۸ اسفند ۱۳۸۵ با شمارهٔ ثبت ۱۸۵۰۷ به‌عنوان یکی از آثار ملی ایران به ثبت رسیده است.